# Идилия
Идилията (от старогръцки език: εἰδύλλια, малка картина) е кратка поема, описваща прост и непринуден живот, написана в стила на кратките пасторални поеми от Теокрит - „Идилии“. По-късно се появяват други подобни творби от разнообразни автори като например римските поети Вергилий и Катул, италианския поет Джакомо Леопарди и английския поет Алфред Тенисън („Идилии на краля“).
Идилията може също да бъде определен вид картина, по принцип представяща селяни и техните животни в провинциална обстановка. Това представлява хармоничният съюз между човек, животно и околна среда, което пречи на картината да е просто пейзаж или рисунка на животни, или портрет. Природата е представена по реалистичен начин.
Обектите на тези картини са селяни в техните нецивилизовани условия, представящи наивността им и щастливия живот, който водят въпреки или може би заради нея. Подходът към изобразяването не е хумористичен, а емоционален, понякога дори сантиментален.

## Примери
Примери за идилии са:
- „Идилии на краля“ - Алфред Тенисън
- „Херман и Доротея“ - Йохан Волфганг фон Гьоте
- „Snow-Bound: A Winter Idyl“ – Джон Уитиър
- „Самотната жътварка“ - Уилям Уърдсуърт

■„На браздата“-Елин Пелин.
■" Гълъбът на прозореца"-Йордан Йовков.